# Puente Alejandro III
El puente Alejandro III es un puente, propio del estilo Beaux Arts de la Tercera República Francesa, que cruza el río Sena a su paso por París y une la explanada de Los Inválidos con el complejo monumental formado por dicho puente, el Grand Palais y el Petit Palais. Fue clasificado como monumento histórico  en 1975 y en 1999 se le reconoció como bien declarado patrimonio de la Humanidad por la Unesco, incluido dentro de la delimitación Riberas del Sena en París.
Es uno de los puentes más largos de la ciudad (el más largo es el Puente Nuevo con 232 metros) y está situado entre el VII y el VIII Distrito de París. La primera piedra de la construcción del puente fue puesta en 1896 por el zar ruso Nicolás II de Rusia y fue inaugurado con motivo de la Exposición Universal de 1900.

## Historia

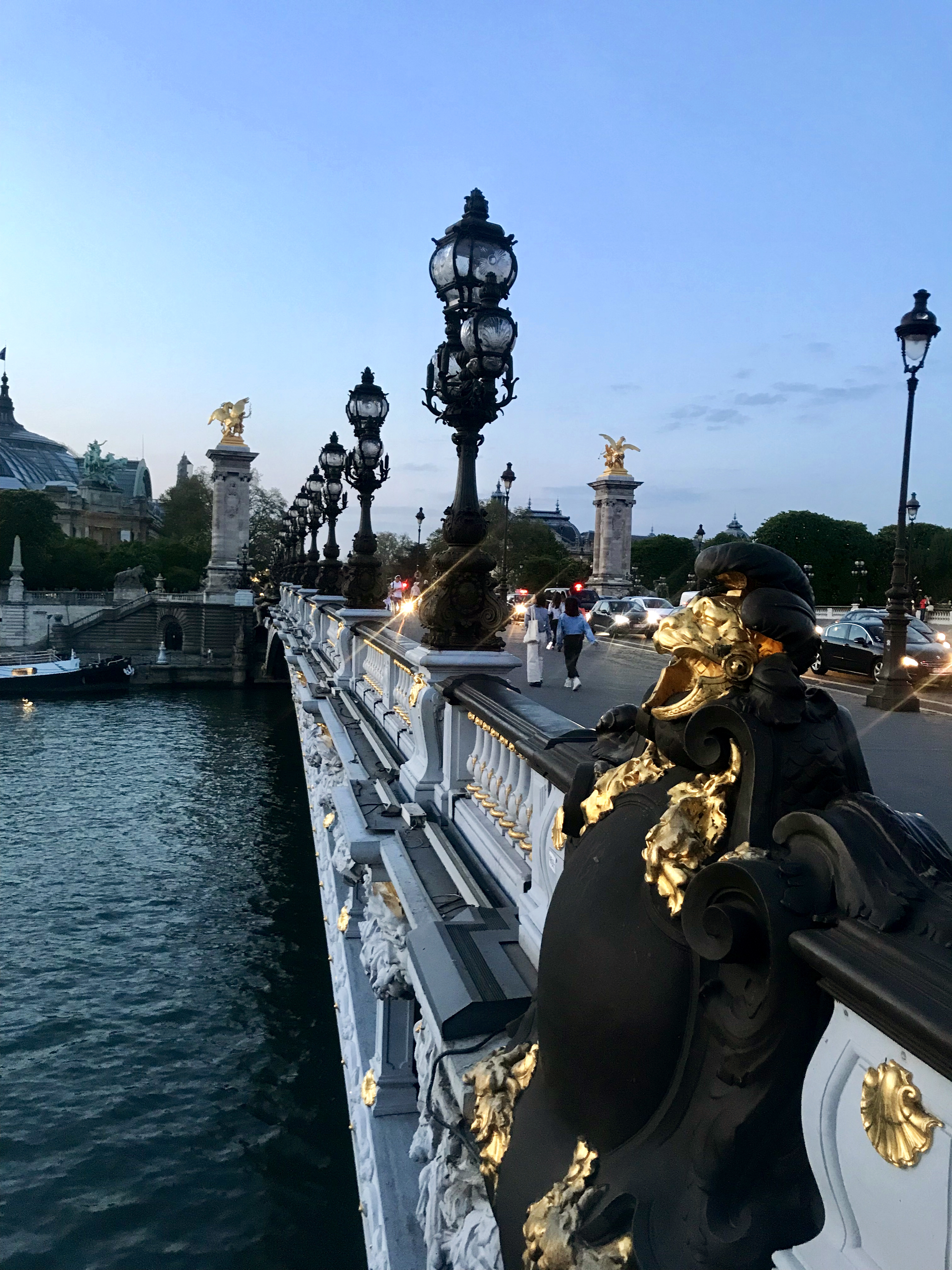
Puente Alejandro III en 2019.

En el emplazamiento que ocuparía el puente, hubo un puente colgante metálico. En 1896, se decidió construir el puente para aliviar la densa circulación parisina, pero sobre todo por el proyecto de la Exposición Universal de París (1900). La primera piedra fue puesta por el Zar Nicolás II de Rusia y su esposa Alejandra Fiódorovna Románova el 7 de octubre de 1896, en presencia del presidente francés Félix Faure. En ese acto se celebraba la alianza franco-rusa, mantenida ya entre el Zar Alejandro III de Rusia, a quien el puente está dedicado, y el presidente Marie François Sadi Carnot. Por su parte, los franceses construyeron el Puente de la Trinidad sobre el río Nevá, en San Petersburgo.
El puente Alejandro III fue inaugurado por Émile Loubet el 14 de abril de 1900, en conjunto con la Exposición Universal. En 1925, el puente formó parte de la Exposición de Artes Decorativas de París, y se instalaron en él varias carpas. En 1975, el Puente Alejandro III fue declarado monumento histórico de Francia.
La obra sufrió una restauración completa en 1991, pero su aspecto no fue modificado. El puente fue pintado de nuevo con el tinte gris original.

## Arquitectura

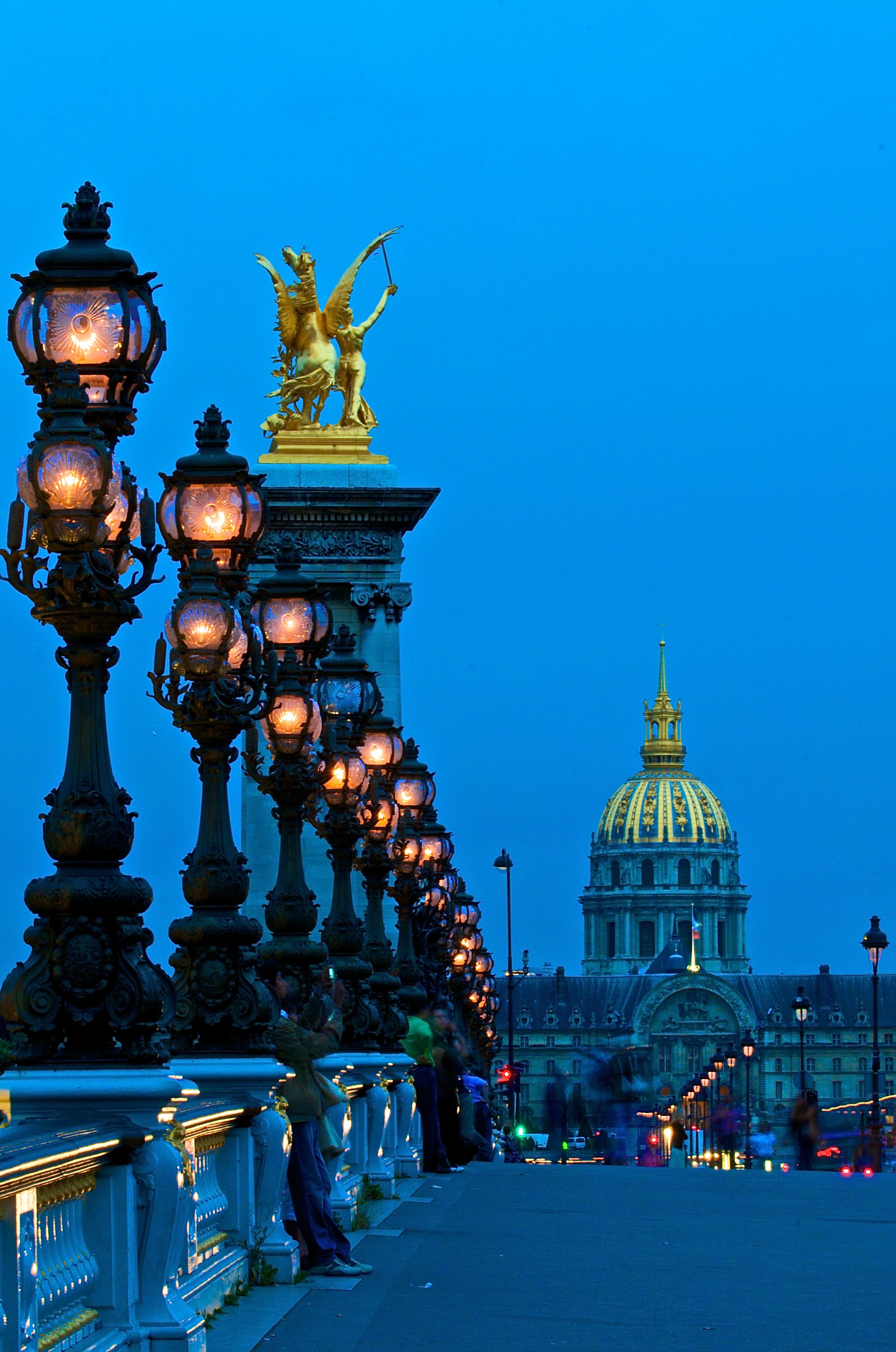
Vista crepuscular, mirara piedra fue puesta oficialmente en 1896, la construcción del puente no comenzó hasta el 28 de mayo de 1897. Los arquitectos que participaron en la construcción del puente fueron Joseph Marie Cassien-Bernard y Gaston Cousin, y sus ingenieros fueron Amédée Alby y Jean Résal.

Es una de las primeras estructuras prefabricadas del mundo, ya que sus partes fueron fundidas y forjadas en Le Creusot, para ser transportadas más tarde hasta París, donde fueron colocadas sobre el Sena mediante una inmensa grúa. Los arquitectos respetaron las órdenes dadas para que la construcción del puente no afectara la vista hacia Los Inválidos y los Campos Elíseos, de que la anchura del puente fuera proporcional a la de la Avenida Winston Churchill y de que no existiese un gran número de arcos que entorpeciesen la navegación del río.
Las condiciones fueron aceptadas y el puente fue construido, convirtiéndose en un exponente de la arquitectura francesa de finales del siglo XIX y un símbolo de la Belle Époque. Cuenta con una anchura de 40 metros y un único arco de 109 metros de longitud, que permite salvar el Sena de un solo vuelo.

## Decoración

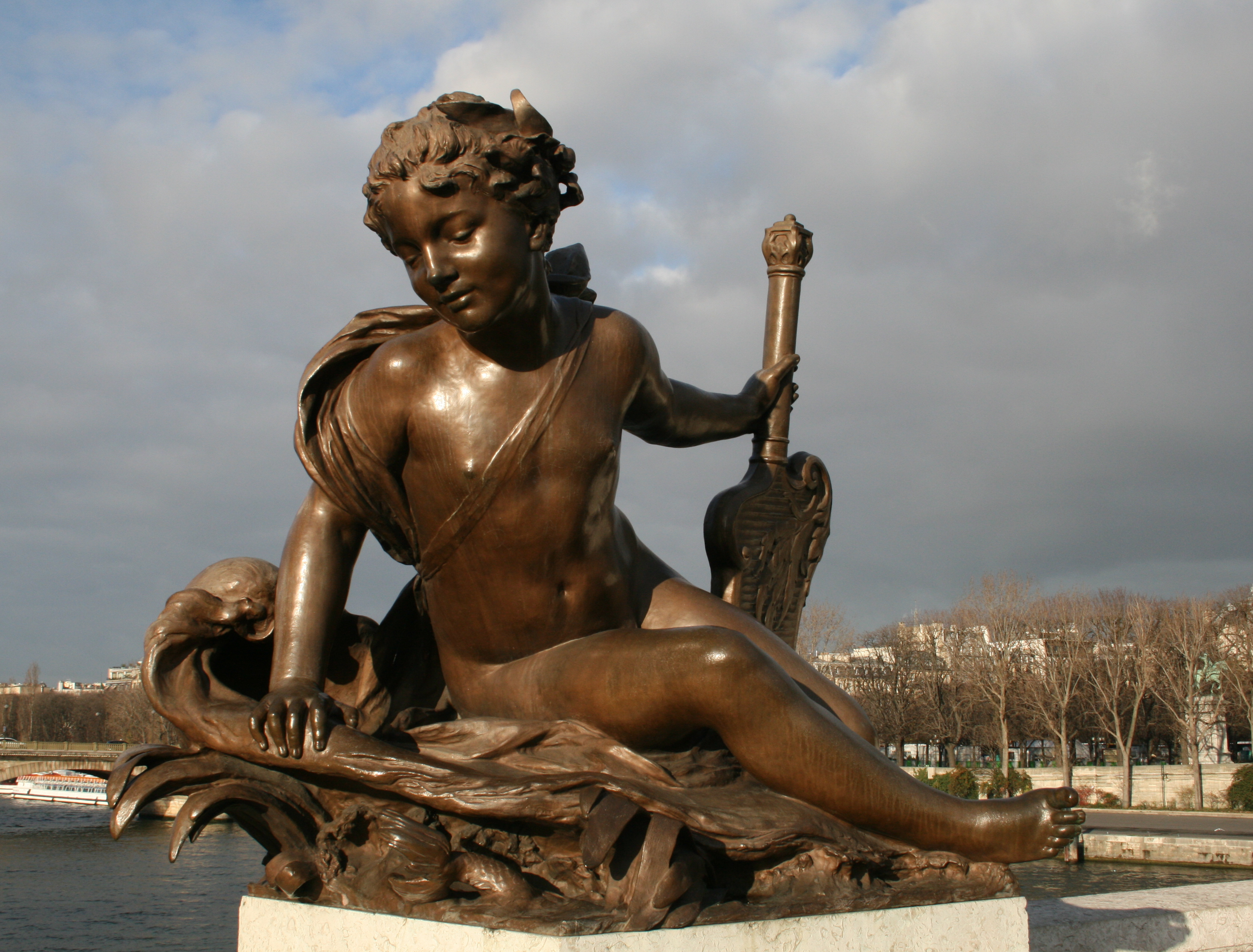
Nereida, obra de André Massoulle.

El puente alberga a lo largo de toda su extensión abundante decoración, que realiza la función de contrapeso. Las guirnaldas de conchas y de flora marina suspendidas bajo la cornisa permiten equilibrar el conjunto. Treinta y dos farolas de bronce situadas en las barandillas iluminan el puente. Las cuatro farolas de los extremos del puente están más ornamentadas.
Sus extremos están decorados con cuatro pairones monumentales de 17 metros de altura que tienen en su cumbre estatuas de Pegasos de bronce dorado que se encuentran de pie sobre sus dos patas traseras y simbolizan el éxito de las artes, las ciencias, el comercio y la industria. En la base de cada pairón hay dos estatuas que representan a «La Francia de Carlomagno», «La Francia contemporánea», «La Francia de Luis XIV» y «La Francia renacentista». También hay cuatro estatuas de leones.
Como muestra de la alianza franco-rusa, el puente cuenta con unas estatuas que representan a «Las Ninfas del Sena», que a su vez representan a Francia, y a “Las Ninfas de Nevá”, las de Rusia, que son obra de Georges Récipon, que también realizó las cuadrigas del Gran Palacio.
Las esculturas, frisos y otras decoraciones fueron ejecutadas por miembros del Salón de Artistas Franceses: Georges Récipon, Emmanuel Frémiet, Jules Coutan, Henri Gauquié, Grandzlin, Pierre Granet, Alfred Lenoir , Laurent Marqueste, André Massoulle, Gustave Michel, Léopold Morice, Abel Poulin y Léopold Steiner.

## Alrededores

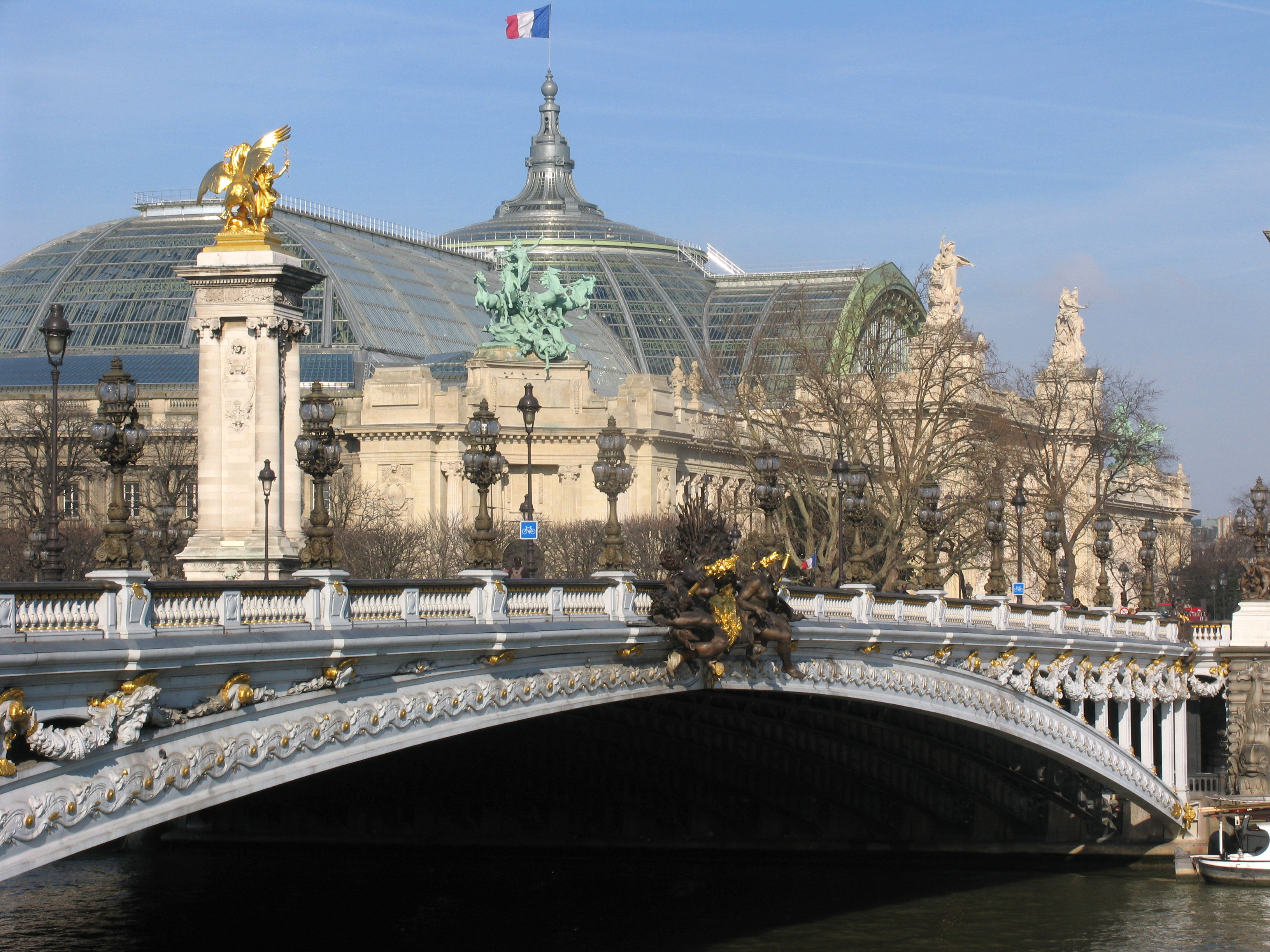
Vista del Puente Alejandro III con el Grand Palais al fondo.

La Declaración Schuman es el título con el que se conoce el discurso pronunciado en 1950 por Robert Schuman en el Ministerio de Asuntos Exteriores de Francia en el costado sur del puente Alejandro III. La Comisión Europea reconoce esta declaración como el nacimiento de la Unión Europea (UE).
En el Grand Palais se encuentra en el Centro de Prensa Extranjera, una herramienta “dedicada a la prensa internacional así como un espacio de libertad y de diálogo donde se confrontan sin restricción alguna opiniones, consideraciones políticas, religiosas o étnicas”. Los locales están situados en el ala sur del edificio, en la calle de la Reina, en frente del puente Alejandro III.
En 2013 se inició la transformación de las orillas del Sena para dejar más espacio para peatones y bicicletas. Alrededor del puente se instalaron barcazas para ofrecer actividades culturales y gastronómicas.

## En la cultura
En 1957, la película Funny Face muestra París como la capital de la moda e incluye un tiroteo en el puente Alexandre III.
En la película Ronin de 1998, el actor estadounidense Robert De Niro protagoniza una escena de persecución de vehículos pasa frente al puente Alejandro III y el puente de Bir-Hakeim.
En el vídeo musical de Someone Like You de Adele, la artista aparece caminando sobre el puente.
Por otra parte, en 2017, el sitio web especializado Film France publicó una lista de otras 23 películas en las que aparece el Puente Alejandro III.
Sitio de homenaje a los soldados caídos
El homenaje popular en el puente Alejandro III es una iniciativa del gobernador militar de París que se remonta a 2011. Desde entonces, cada vez que un soldado muere en una operación, se rinde un homenaje en Los Inválidos, el gobernador invita a los franceses al puente.

## Legado
Desde 2003 se levanta en Putrajaya (Malasia) el puente Seri Gemilang de 240 m que está inspirado en el puente Alejandro III.